# Gaishorn am See
Gaishorn am See is een gemeente (marktgemeinde) in de Oostenrijkse deelstaat Stiermarken. Gaishorn am See telt 1312 inwoners (2022) en maakt deel uit van het district Liezen.
In 2015 werd de gemeente Treglwang bij Gaishorn am See gevoegd.

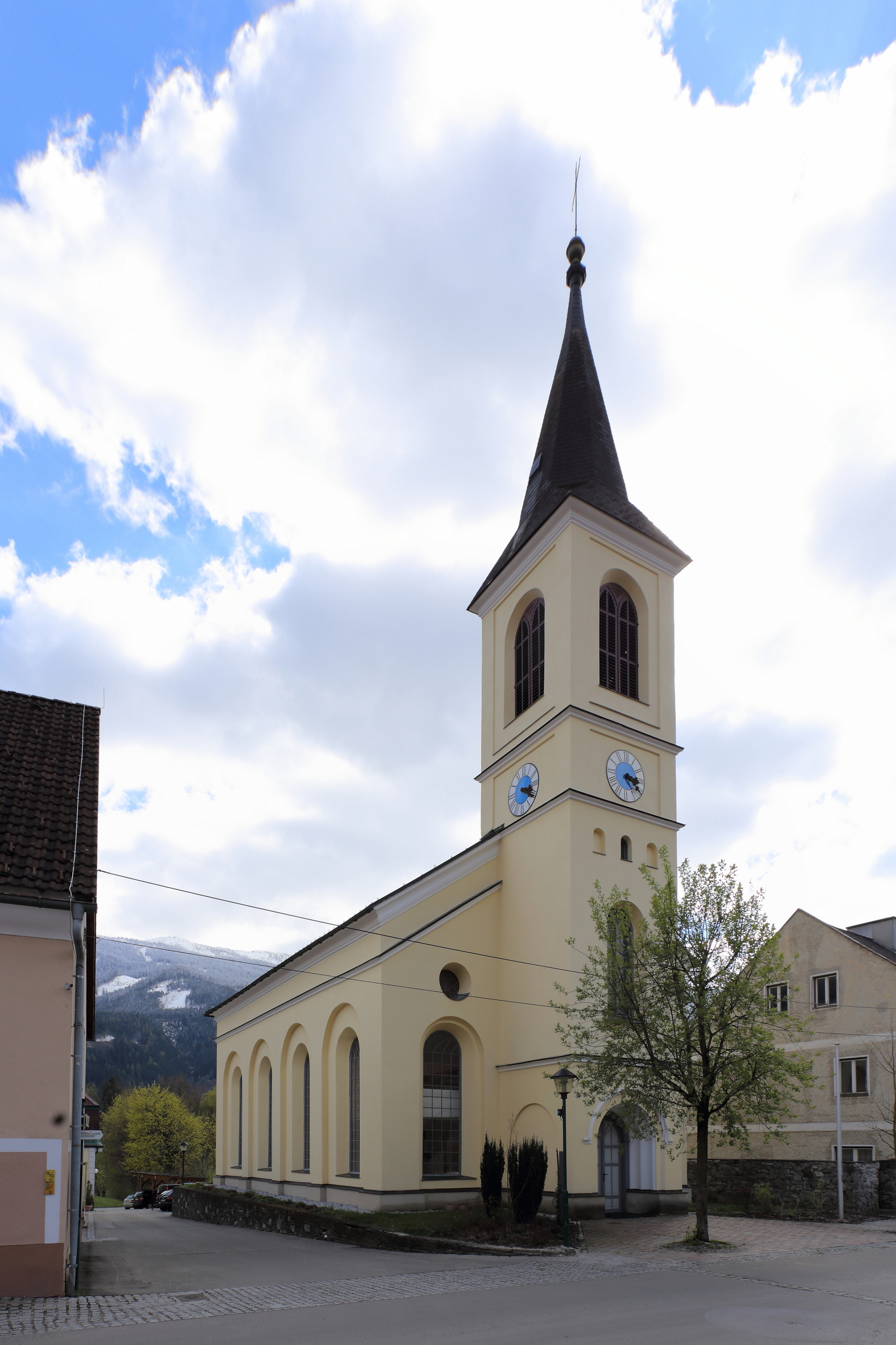
Evangelische kerk van Gaishorn

Admont ·
Aigen im Ennstal ·
Altaussee ·
Altenmarkt bei Sankt Gallen ·
Ardning ·
Bad Aussee ·
Bad Mitterndorf ·
Gaishorn am See ·
Grundlsee ·
Irdning-Donnersbachtal ·
Landl ·
Lassing ·
Liezen ·
Rottenmann ·
Sankt Gallen ·
Selzthal ·
Stainach-Pürgg ·
Trieben ·
Wildalpen ·
Wörschach
Politische Expositur Gröbming:
Aich ·
Gröbming ·
Haus ·
Michaelerberg-Pruggern ·
Mitterberg-Sankt Martin ·
Öblarn ·
Ramsau am Dachstein ·
Schladming ·
Sölk
- Gemeinsame Normdatei: 4527260-8
- Virtual International Authority File: 243181558
- WorldCat: E39PBJmHGcygRjXxd68QT983cP